# Hwangdeung-myeon
Hwangdeung-myeon (koreanska: 황등면) är en socken i kommunen Iksan i provinsen Norra Jeolla i den centrala delen av Sydkorea, 170 km söder om huvudstaden Seoul.